# Čelić (Republika Serbska)
Čelić (cyr. Челић) – wieś w Bośni i Hercegowinie, w Republice Serbskiej, w gminie Lopare. W 2013 roku liczyła 32 mieszkańców.